# فلسفه پساتحلیلی
فلسفه پساتحلیلی (به انگلیسی:Postanalytic philosophy) جدایی از جریان اصلی فلسفی فلسفه تحلیلی را توصیف می‌کند که مکتب فکری غالب در کشورهای انگلیسی زبان است. دایرةالمعارف اینترنتی فلسفه فیلسوفان این جریان را به این صورت تعریف می‌کند: «فیلسوفانی که {فلسفه خود را} مدیون فلسفه تحلیلی می‌دانند، اما فکر می‌کنند که از آن یک فاصله قابل توجه‌ای گرفته‌اند». این جریان را نمی‌توان در یک پروژه اثباتی واحد متحد کرد، زیرا آن را بر اساس آنچه که در مقابل آن قرار می‌دهد تعریف می‌کنند. اگرچه این جنبش عموماً به عنوان پلی زده شده بین فلسفه تحلیلی و فلسفه قاره ای تلقی می‌شود: ۷
فلسفه پساتحلیلی عمدتاً از اندیشه معاصر آمریکایی، به ویژه از آثار فیلسوفان ریچارد رورتی، دونالد دیویدسون، هیلاری پاتنم، ویلارد کواین و استنلی کاول سرچشمه می‌گیرد. این اصطلاح ارتباط نزدیکی با جنبش بسیار گسترده‌تر عمل‌گرایی معاصر آمریکایی دارد، که طرفدار جدایی از تنوع «حقیقت عینی» است که دارای بافت همیشه ثابت بوده و توسط فیلسوفان مدرن اولیه‌ای مانند دکارت در فلسفه غرب ترویج یافته. همه یا تقریباً همه فیلسوفانی که با این جدایی از فلسفه تحلیلی مرتبط هستند، به نوعی تحت تأثیر اندیشه‌های متأخر ویتگنشتاین بوده‌اند. وییتگنشتاین متأخر اغلب به عنوانی پیشگیرانه رویکرد تحلیلی را از درون منحل می‌کند. فیلسوفان پساتحلیلی بر محتمل الوقوع بودن اندیشه، قرارداد، مطلوبیت و توسعه اجتماعی انسان تأکید دارند و عموماً در توسعه و دفاع از تزهای اثبات‌گرا مردد هستند.
ظهور دوباره اخیر علاقه به فلسفه زبان متعارف، به‌ویژه به دلیل ادبیات و آموزه‌های استنلی کاول همچنین به یکی از پایه‌های اصلی آنچه که می‌توان آن را فلسفه پساتحلیلی نامید تبدیل شده. تعدادی از فیلسوفان فمینیست که به دنبال اجتناب از زبان متافیزیکی و ابهام‌آمیز فزاینده‌ای که در جریان اصلی فلسفه تحلیلی، پساانسان گرایی و پساساختارگرایی یافت می‌شود، روش‌های فلسفه زبان متعارف را اتخاذ کرده‌اند. بسیاری از این فیلسوفان شاگردان یا همکاران کاول بوده‌اند. این رویکرد را می‌توان با نوعمل‌گرایی مقایسه کرد، سنتی که مدیون ریچارد رورتی است، اگرچه ویلارد کواین و ویلفرید سلارز نیز ممکن است به عنوان پیش‌گامان این توسعه در نظر گرفته شوند.

## دربارهٔ «فلسفه پساتحلیلی»
خود اصطلاح «فلسفه پساتحلیلی» به معنای توصیفی مبهم و نه به معنای یک جنبش فلسفی انضمامی به کار رفته‌است.  بسیاری از فیلسوفان پساتحلیلی در رگه‌های تحلیلی و در موضوعات مربوط فلسفه تحلیلی سنتی می‌نویسند. ریچارد رورتی می‌گوید: «من فکر می‌کنم که فلسفه تحلیلی می‌تواند روش‌های بسیار حرفه‌ای خود، اصرار بر جزئیات و مکانیک را حفظ کند و فقط پروژه «حالت متعالی‌بودن» خود را کنار بگذارد. من نمی‌خواهم فلسفه تحلیلی را به عنوان یک سبک نقد کنم. به نظر من این سبک خوبیست. من فکر می‌کنم سال‌های ابرحرفه‌ای‌گرایی سودمند بود.»
رورتی می‌گوید که هدف فلسفه پساتحلیلی مخالفت با فلسفه تحلیلی یا روش‌های آن نیست، بلکه مخالفت با امیدش برای تبدیل کردن فلسفه به شکل ماقبل‌آخری دانش است که هر ادعای دانش دیگری را باید از آن استخراج کرد.
فلسفه پساتحلیلی ممکن است به عنوان پسافلسفه یا پسا-فلسفه (به انگلیسی:post-philosophy) نیز شناخته شود: اصطلاحی که ریچارد رورتی به کار می‌برد تا بر این مفهوم تأکید کند که پروژه فلسفه آن گونه که فیلسوفان عصر روشنگری تصور می‌کردند دیگر نقشی را که قبلاً در جامعه ایفا می‌کرد ایفا نخواهد کرد و این نقش با رسانه‌های دیگر جایگزین شده‌است.

## فهرست فیلسوفان مرتبط
- ویلفرد سلارز
- ریچارد رورتی
- هیلاری پانم
- ویلارد کواین
- دونالد دیویدسون
- جان مکداول
- برنارد ویلیامز
- استنلی کاول